# Já jsem ty a ty jsi já
Já jsem ty a ty jsi já (v anglickém originále It's a Boy Girl Thing) je britsko-kanadský romantický komediální film z roku 2006. Režie se ujal Nick Hurran a scénáře Geoff Deane. Hlavní role hrají Kevin Zegers a Samaire Armstrong. Film měl premiéru ve Spojeném království dne 26. prosince 2006. V České republice premiéru neměl.

## Obsazení
- Samaire Armstrong jako Nell Bedworth
- Kevin Zegers jako Woody Deane
- Maury Chaykin jako Stan Deane
- Robert Joy jako Ted Bedworth
- Sherry Miller jako Katherine Bedworth
- Sharon Osbourne jako Della Deane
- Mpho Koaho jako Harry 'Horse' Horson
- Brooke D'Orsay jako Breanna Bailey
- Genelle Williams jako Tiffany
- Emily Hampshire jako Chanel
- Dan Warry-Smith jako člen týmů
- Alex Nussbaum jako pan Zbornak
- Jack Duffy jako starší muž
- John Bregar jako Richard
- David Ndaba jako člen týmů
- Robert James Ramsay jako člen týmů